# Patalene suggillaria
Patalene suggillaria är en fjärilsart som beskrevs av Pieter Cornelius Tobias Snellen 1874. Patalene suggillaria ingår i släktet Patalene och familjen mätare. Inga underarter finns listade i Catalogue of Life.